# Burgruine Fischberg
Die Burg Fischberg war eine hochmittelalterliche Befestigung im Feldatal auf einem exponierten Berg oberhalb der Orte Klings, Fischbach (Landkreis Schmalkalden-Meiningen) und Diedorf (Gemeinde Dermbach, Wartburgkreis) in der Vorderen Rhön in Thüringen.

## Lage
Die Burgstelle der Gipfelburg befindet sich bei 510 m ü. NN auf dem Gipfel des Berges Höhn, etwa 800 m nordöstlich vom Zentrum des Dorfes Klings und 700 m südwestlich vom Nachbarort Diedorf. Über den Burgberg verläuft die Gemarkungsgrenze dieser Orte. Der westliche Teil der Burganlage ist durch den angrenzenden Steinbruchbetrieb bereits vernichtet.

## Beschreibung
Die mittelalterliche Anlage war verhältnismäßig klein und bestand (nach Grabungsbefund) aus einem Bergfried, einem Haupt- und einem Nebenhaus sowie einer Umfassungsmauer. Die Anlage nutzte die bereits vorhandenen Befestigungsgräben und Wallreste. Die Toranlage wird im Süden vermutet, wo auch heute noch ein Wirtschaftsweg zum Berg führt. Am Westhang des Burgberges befand sich eine Quelle, die auf dem Eselsweg von der Burgbesatzung genutzt wurde.

## Geschichte

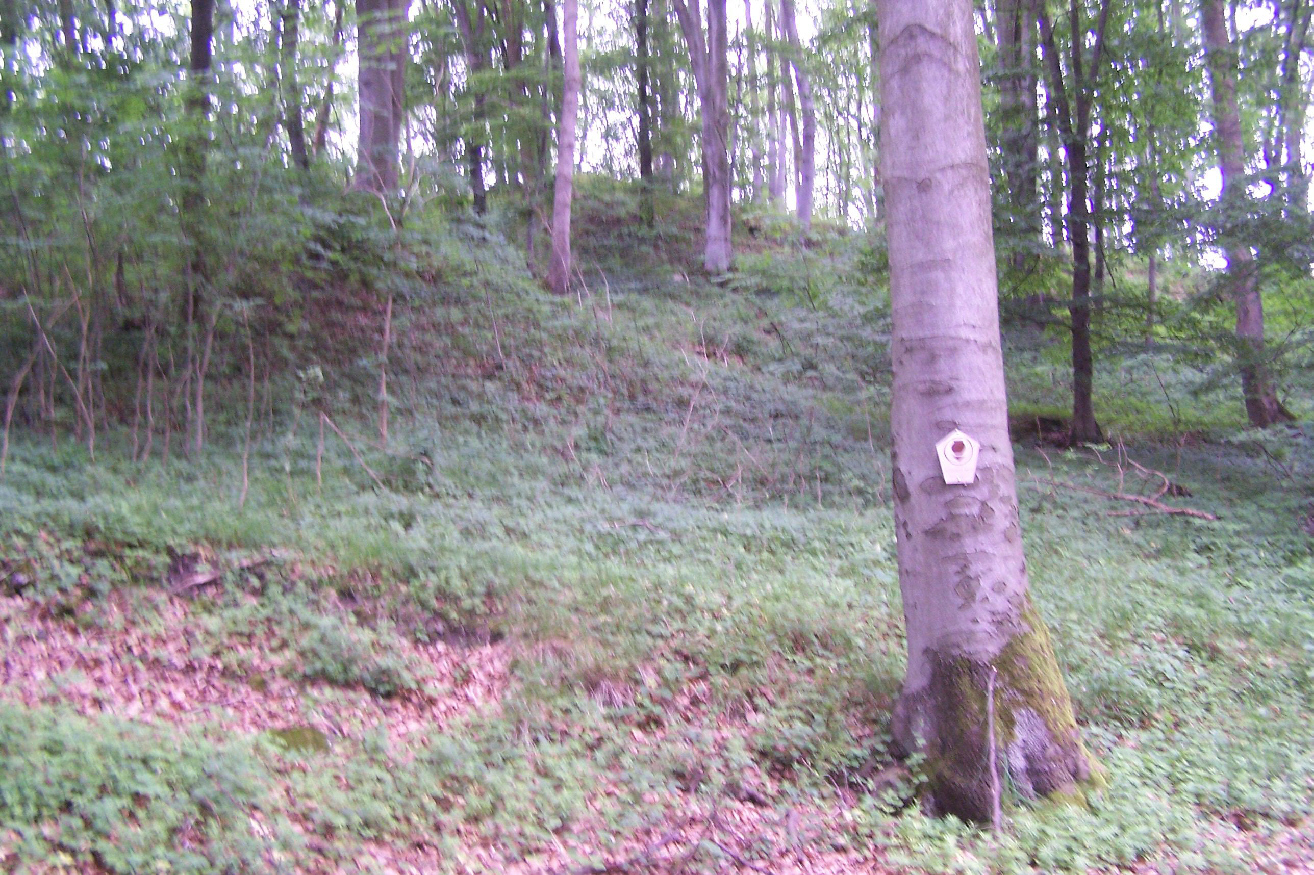
Sichtbare Strukturen am Südrand

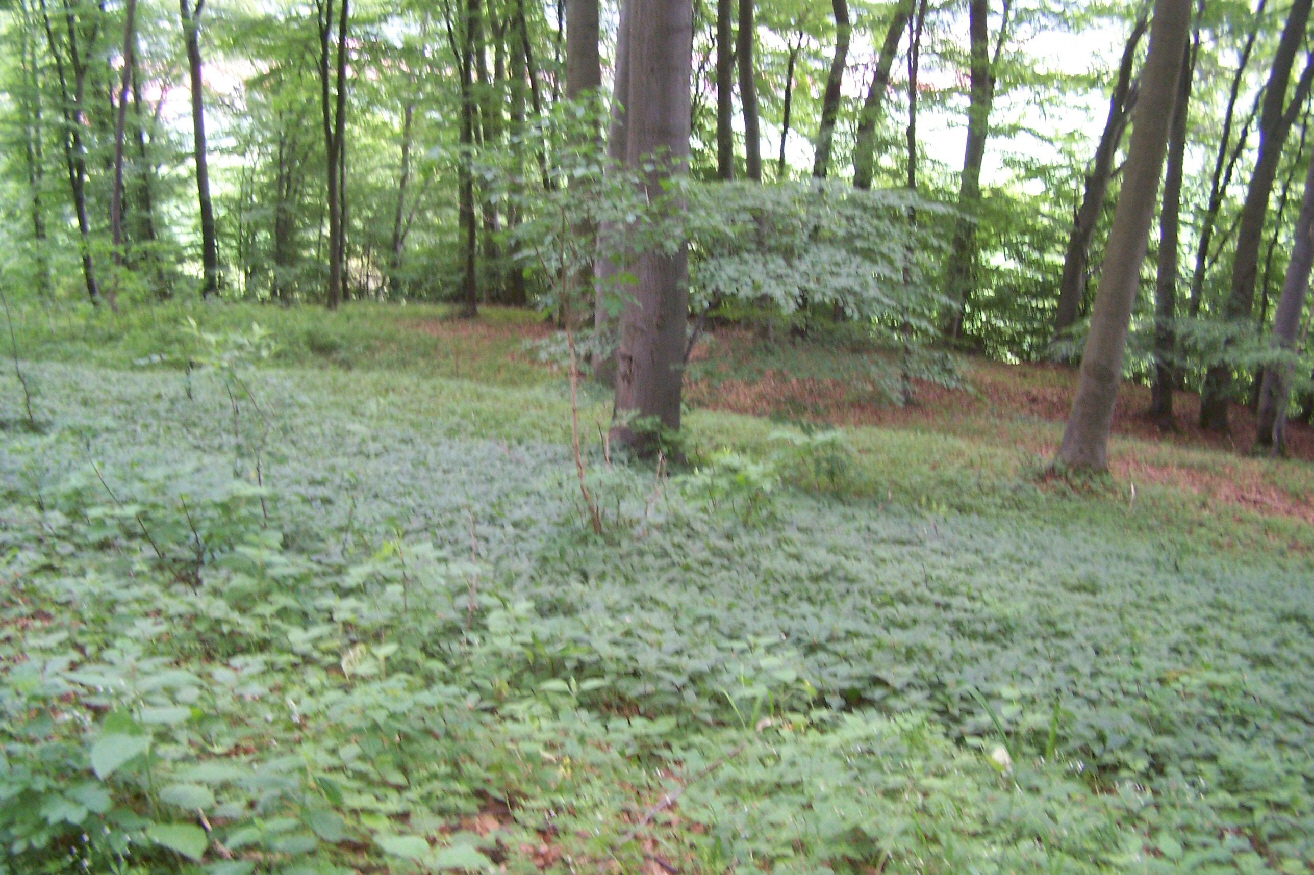
Wallreste am Südostrand

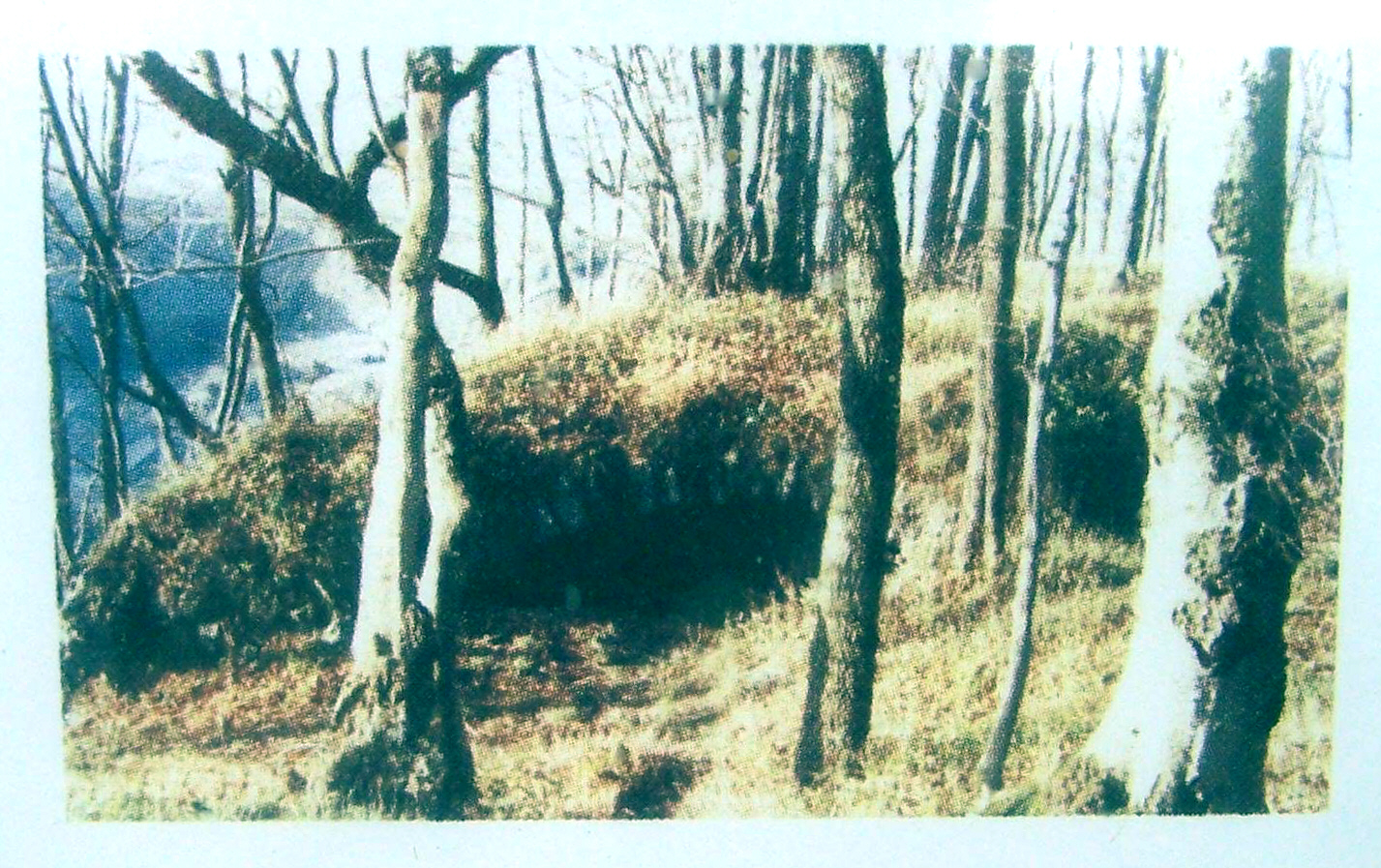
Gewölbereste (1994)

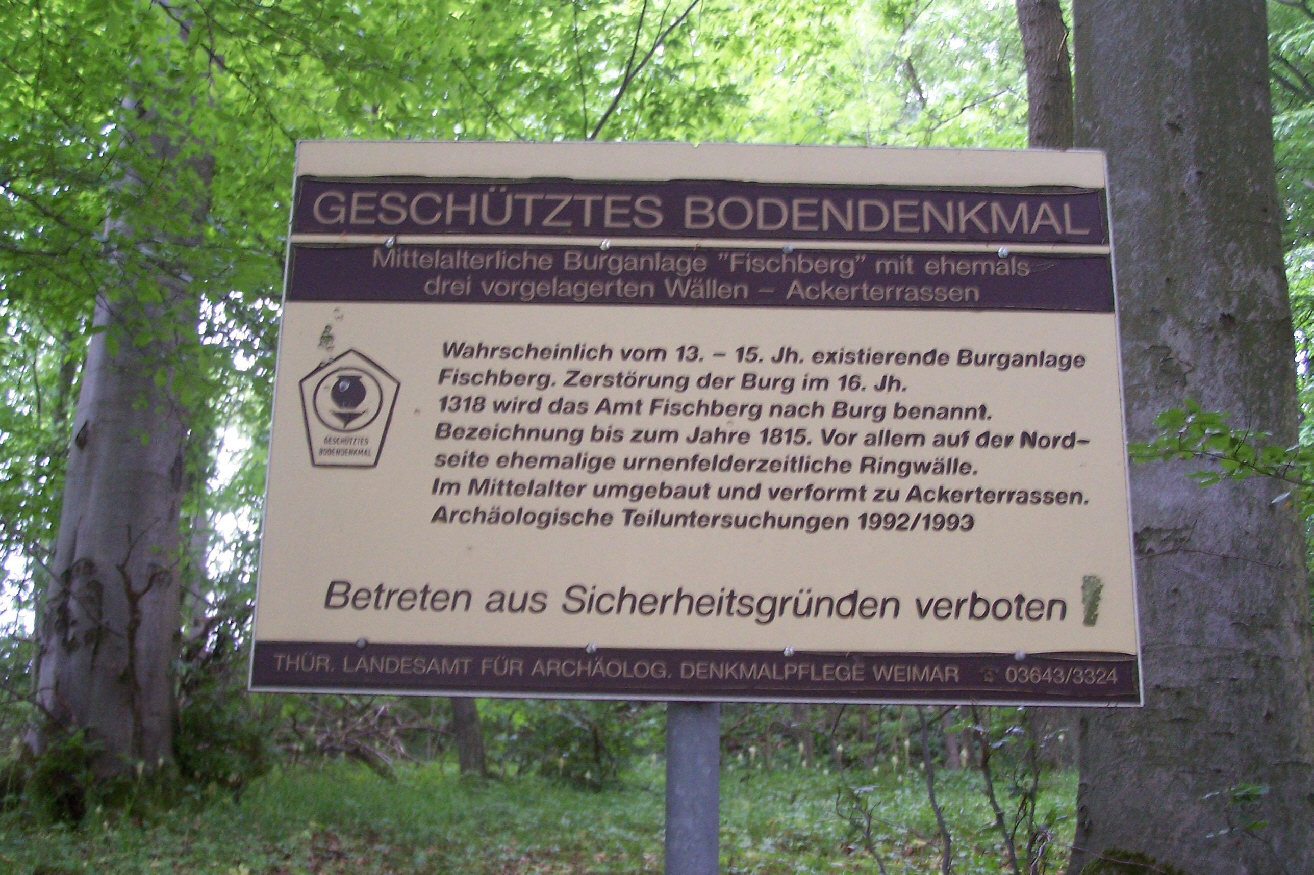
Hinweistafel zum Bodendenkmal

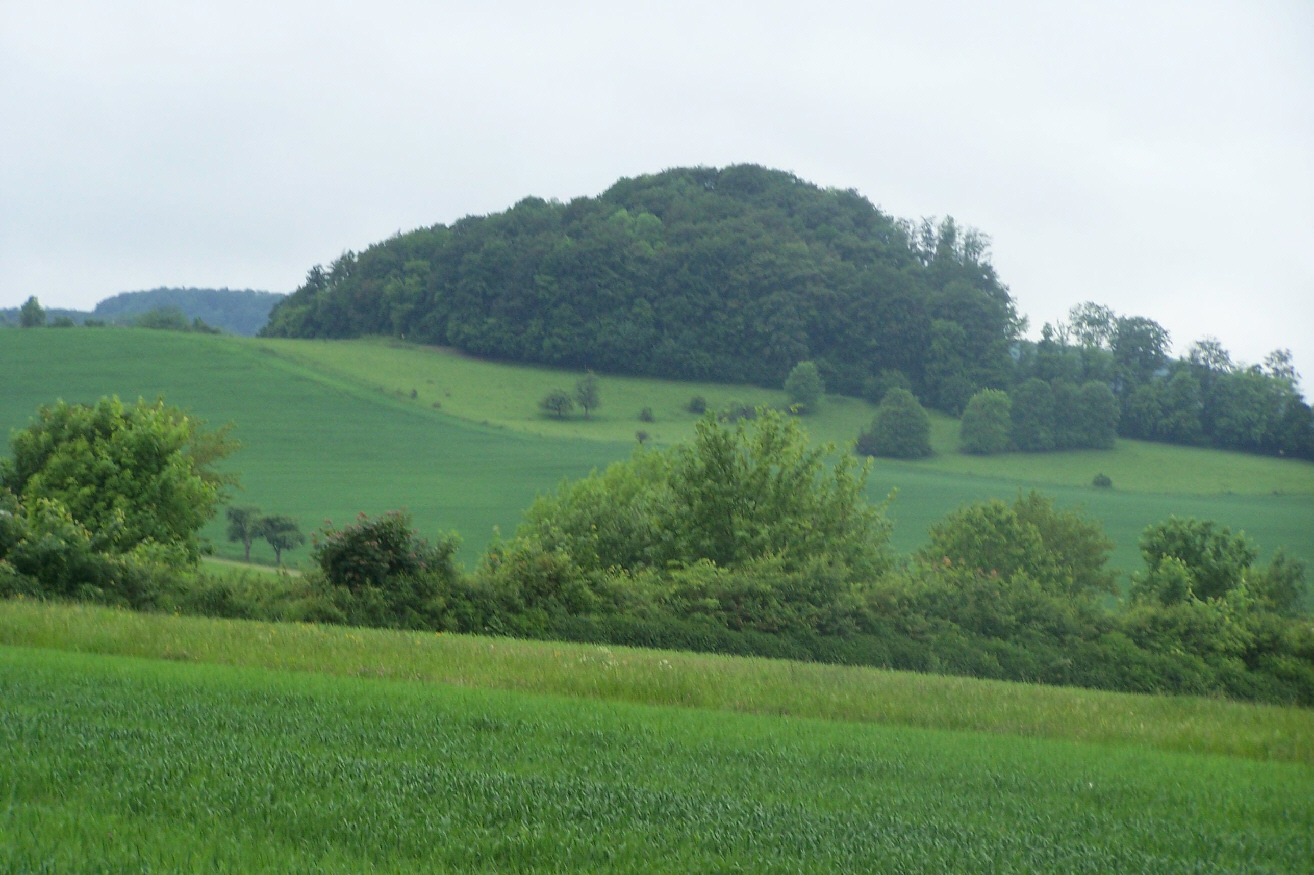
Ansicht von Osten

### Siedlungsbefunde der Urnenfelderzeit
Das Terrain der Burg war bereits in der Urnenfelderzeit als Siedlungsplatz genutzt worden, dies belegen 8 der etwa 284 registrierten frühgeschichtlichen Keramikfragmente. Als herausragend wird hierbei ein Backteller angesehen, den die Ausgräber dieser Kulturepoche zuordnen.
Mit einem charakteristischen Kammstrich-Muster verzierte Keramik datiert aus der Hallstattzeit. In dieser Zeit wurde der Berg von den Kelten durch das Anlegen von Basaltsteinwällen befestigt.

### Mittelalter
Eine von Fulda nach Erfurt über Breitungen quer durch die Rhön verlaufende Altstraße benutzte die bei Diedorf vorhandene Furtstelle an der Felda und war so von strategischer Bedeutung. Bereits 1130 soll Erpho von Nithardishusen die Burg Fischberg und den zugehörigen Burgbezirk geerbt haben. In diese Zeit fällt auch die Gründung des nahen Klosters in Zella. Zum Burgbezirk gehörten die Orte und Wüstungen Diedorf, Fischbach, Klings, Empfertshausen, Andenhausen, Brunnhartshausen, Kloster Zella, Neidhartshausen, Dermbach, Oberalba, Unteralba, Glattbach, Mebritz, Föhlritz, Urnshausen, Wiesenthal und Lindenau.
Nach dem Verkauf der Burg Fischberg mit dem dazugehörigen Zentgericht Dermbach im Jahr 1214 übernahmen die Grafen von Frankenstein für etwa 100 Jahre dieses Gebiet. Die Burg Fischberg wurde von diesen zunächst an das Kloster Fulda belehnt und wohl im Zusammenhang mit der militärischen Kapitulation vor König Adolf von Nassau 1295 verkauft. 1326 berichten die Quellen von Baumaßnahmen, 1398 von der Verpfändung der Burg an die Grafen von Henneberg. 1483 folgte die Verpfändung für das gesamte Amt Fischberg. 1512 wurde von der Einnahme und teilweisen Zerstörung der Burg durch Ernst von Brandenstein berichtet, auch im Bauernkrieg wurde Fischberg nochmals erstürmt. Mit dem Aussterben der Henneberger Grafen beanspruchten die sächsischen Herzöge das Amt Fischberg als Erbmasse, dies führte zu einem Jahrhunderte währenden Streit mit den Fuldaer Fürstäbten. Die nach dem Dreißigjährigen Krieg erneuerten Gebäude sollen noch im 18. Jahrhundert bewohnt gewesen sein, dann aber als Baumaterial für die Umlandgemeinden genutzt worden sein.

## Wissenschaftliche Erforschung
Mit der Ausdehnung des Steinbruchgeländes in den 1980er Jahren wurde die Burgstelle zum Gegenstand archäologischer Untersuchungen. In den Jahren 1993 und 1994 führte das Thüringische Landesamt für Denkmalpflege und Archäologie insgesamt fünf Grabungen durch, hierbei wurde die zeitliche Chronologie der Anlage bestimmt und zahlreiche Fundstücke geborgen.

## Status
Die Burgruine Fischberg ist ein geschütztes Bodendenkmal. Das betreffende Gelände wird weiterhin durch einen Steinbruch-Betrieb genutzt. Sprengungen im Abbaufeld werden von Zeit zu Zeit erforderlich, daher ist das Betreten strikt untersagt – Lebensgefahr.